# Bienenstockstirnbrett

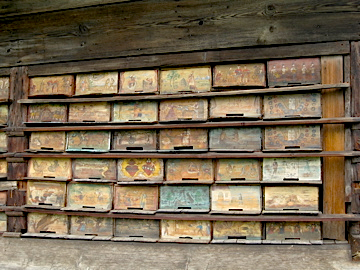
Bemalte Bienenbretter an den Bienenstöcken in einem Bienenhaus

Bienenstockstirnbretter, Bienenstockbrettchen oder Bienenbretter sind bemalte Bretter über den Flugöffnungen von Bienenstöcken, wie sie in der Oberkrain, Teilen Kärntens und der westlichen Untersteiermark bis ins frühe 20. Jahrhundert vorkamen.
Ihr praktischer Zweck war die leichtere Unterscheidung der Bienenstöcke – einerseits für die Bienen, andererseits für den Imker. Die Volksfrömmigkeit schrieb ihnen auch eine Schutzwirkung zu. Als Motive dienten biblische Erzählungen, geschichtliche Ereignisse, Szenen aus dem Alltagsleben sowie satirische Darstellungen.

## Geschichte

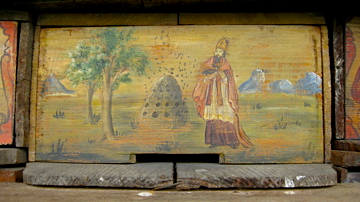
Bemaltes Bienenbrett an der Frontseite einer Bienenbeute

In der Krain und Kärnten waren Horizontalbeuten vom Typ des Krainer Bauernstocks üblich als Bienenstöcke. Das sind tiefe, stollenförmige Holzkisten mit einem vergleichsweise kleinen, als Ganzes abnehmbarem Stirnbrett. Im 18. Jahrhundert entstand in jenem Teil des damaligen slowenischen Sprachraumes der Brauch, die Stirnbretter mit bäuerlicher Malerei zu verzieren. Das älteste datierte Bienenbrett mit Bemalung stammt von 1758. Höhepunkt dieses Schaffens war der Zeitraum 1820–1880. Um die Zeit des Ersten Weltkrieges endete der Brauch. Es wird geschätzt, dass im Laufe der Jahre insgesamt zweitausend Bretter mit sechshundert Motiven entstanden. Zur Bemalung wurden Leinölfarben mit Erdpigmenten wegen der guten Haltbarkeit verwendet. Nachdem sie ihre Bedeutung als Nutzobjekt verloren hatten, werden die erhaltenen Bretter zunehmend als Volkskunst geschätzt und Kopien als Souvenir zum Kauf angeboten.

## Ausstellungen
Ausstellungen bestehen in folgenden Museen:
- Carnica Bienenmuseum, Ferlach
- Imkereimuseum, Radmannsdorf
- Österreichisches Museum für Volkskunde, Wien

## Künstler
Künstler, von denen bekannt ist, dass sie Bienenbretter malten, sind:
- Leopold Layer
- Markus Pernhart[5]

Darstellungen auf Bienenbrettern von Leopold Layer
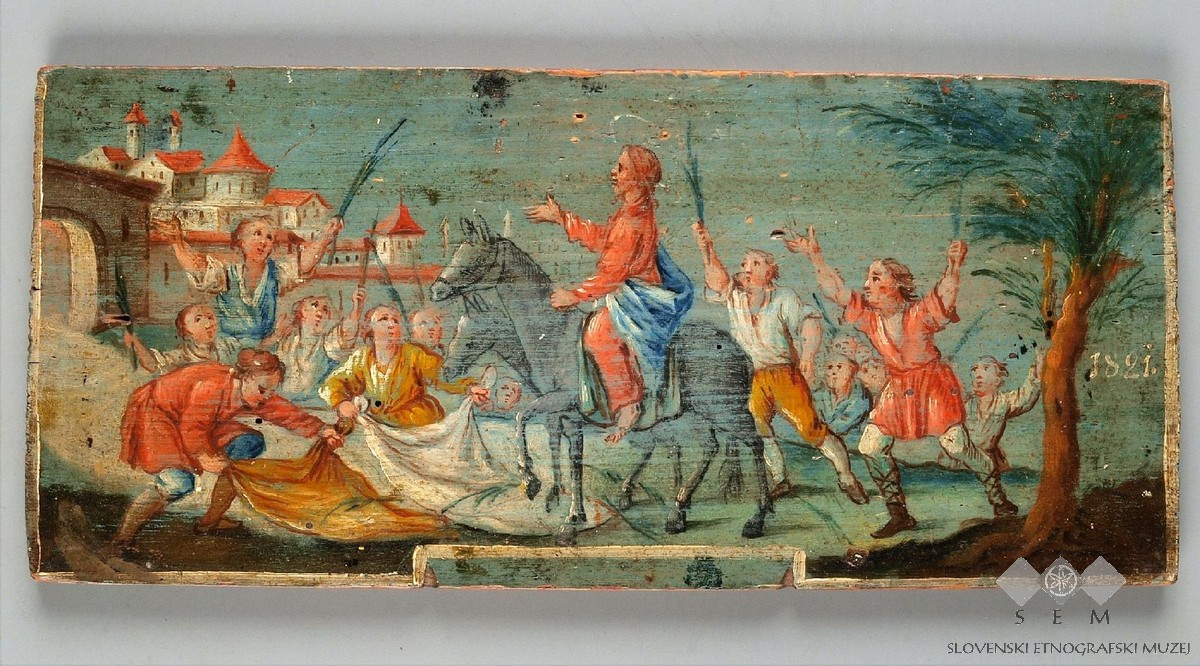
Palmsonntag
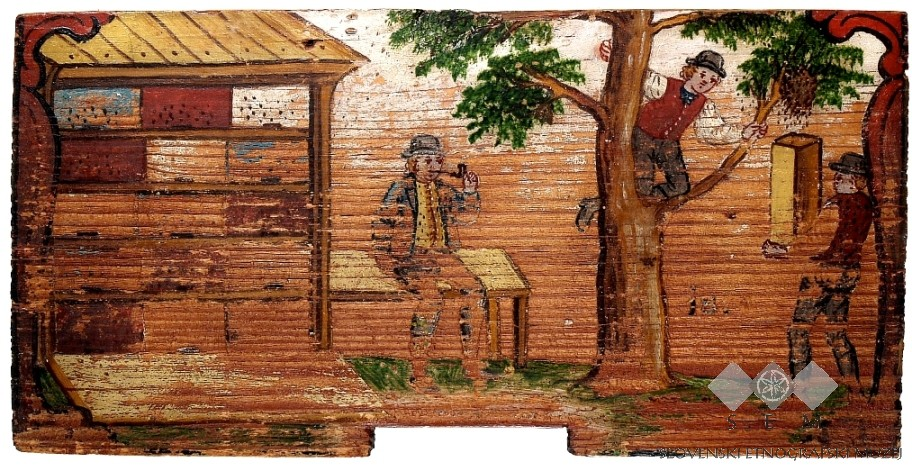
Imker
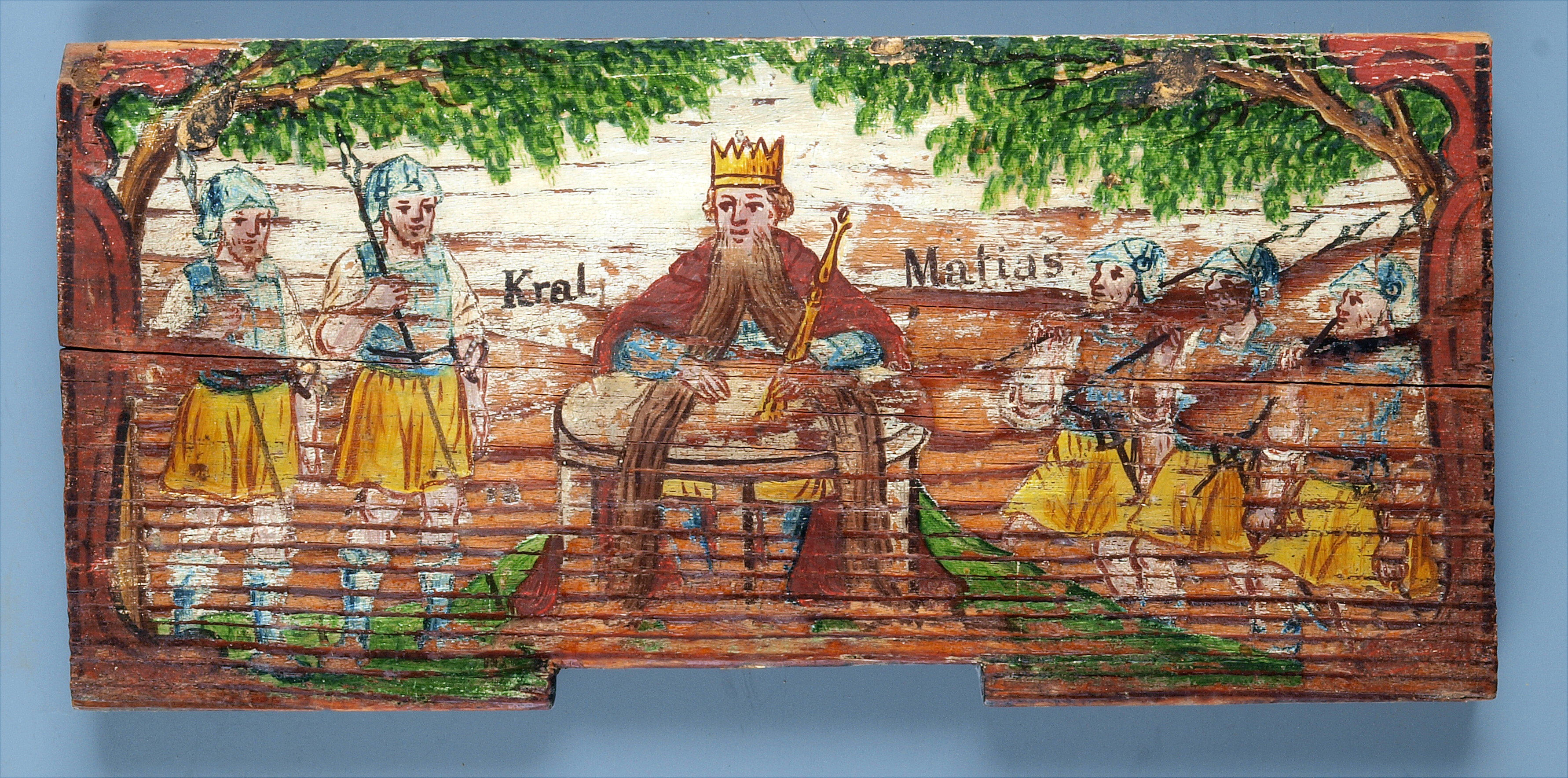
Kralj Matjaž
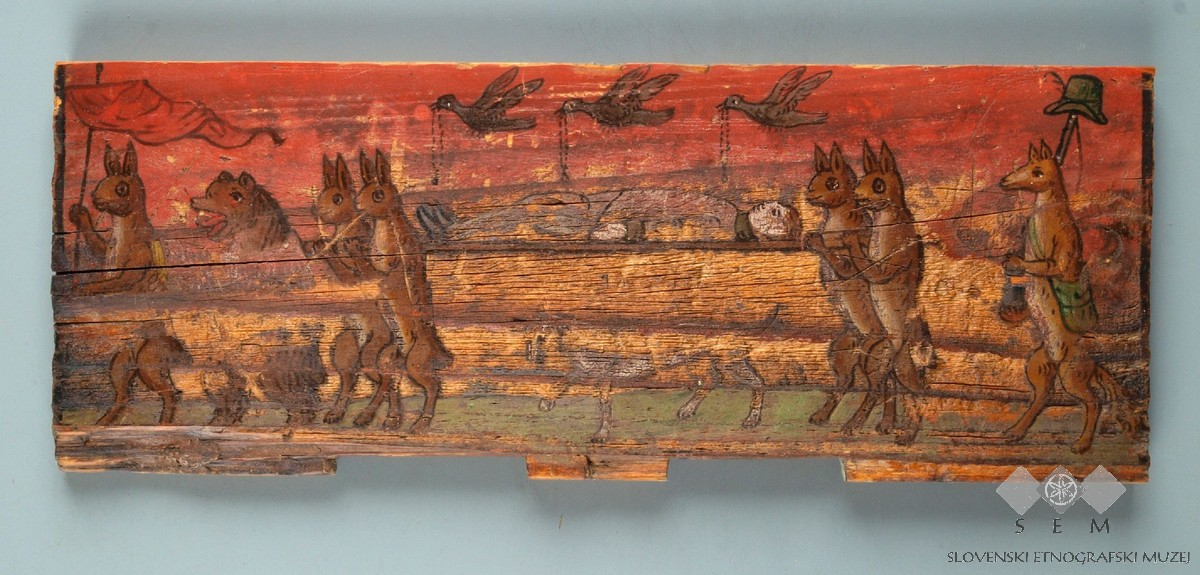
Verkehrte Welt

## Belege
1. 1 2  
Lernen wir unsere Imker-Tradition kennen. Slovenischer Imkerbund (Memento vom 18. November 2014 im Internet Archive).
2. 1 2 3  
Imkerei in Slowenien. In: Bienen aktuell. Nr. 39, Dezember 2005, S. 6–7: „Zur Zeit des Abergaubens [sic!] erhoffte man sich, dass die Bienenvölker durch diese Bilder frei von Hexenzauber bleiben sollten.“
3. ↑  
Stirnbrettchen von Bienenstöcken des 18. und 19. Jahrhunderts. Ausstellung in der Domäne Dahlem, 2000. In: kunst-und-kultur.de. Abgerufen am 2. März 2014.
4. ↑  
Bienenstockstirnbrett, 1869 (ÖMV/17.691). Österreichisches Museum für Volkskunde, abgerufen am 26. Oktober 2017.
5. ↑  Pernhart, Marko (1824–1871). Abgerufen am 20. April 2015: „Zgodaj se mu je zbudilo veselje do slikanja; začel je slikati skrinje in končnice na panjih in na celovški trg nosil pestro poslikane tičnice in slike smešne vsebine, svoje izdelke.“